# 香川元春
香川元春（かがわ もとはる）は室町時代末期から安土桃山時代の讃岐国の武将。西讃の守護代香川氏の筆頭家老。官位は山城守。讃岐国高谷城主。
香川氏在京家の「五郎」を通称とする一族の一人。「五郎次郎」を通称とする香川宗家に仕える。香川信景が長宗我部元親に降る際、同家家老の河田七郎兵衛、同弥太郎、三野栄久と共に二人ずつ交代で岡豊城に赴いた。善通寺合戦や金倉合戦、長宗我部家の讃州平定戦など香川氏の関わる戦には常に参戦し、また、香川之景が織田信長に通じる際には外交官としても活躍している。

## 関連事項
- 香川氏